# Lac del Muña
Pour les articles homonymes, voir Muna.
Le lac del Muña est un lac de barrage situé dans le département de Cundinamarca, en Colombie. 

## Géographie
Le lac del Muña est situé sur le cours du río Bogotá, dans la municipalité de Sibaté, à 15 km au sud-ouest de la ville de Bogota. 
Il a un volume de 42 millions de m3, pour une superficie de 7,3 km2.